# Clément Pansaers
Clémen Pansaers (Neerwinden, 1º maggio 1885 – Bruxelles, 31 ottobre 1922) è stato uno scrittore belga.
Fu artista eclettico belga di origine fiamminga che si espresse in lingua francese. Utilizzò anche lo pseudonimo di Julius Krekel per la redazione di alcune novelle in olandese. Clément Pansaers abbandona il Belgio per raggiungere il gruppo Dada di Parigi.